# 우산 정리
우산 정리는 다음 세 그림에서 구문 분석 실패 (구문 오류): {\displaystyle AB*AC=AD*AE일껄..}
가 성립한다는 정리이다.
|                           |            |                                        |
| AD는 각 A의 이등분선이다. | AB=AC이다. | O는 원의 중심이며, AD와 BC는 수직이다. |

## 증명
| | | |
| AD가 각 A의 이등분선이며 원주각이 같으므로 {\displaystyle \angle {BAE}=\angle {DAC},\angle {BEA}=\angle {DCA}} {\displaystyle \triangle {ABE}\sim \triangle {ADC}(AA)} 그러므로 길이비를 생각하면, {\displaystyle {\frac {AB}{AD}}={\frac {AE}{AC}}} 이므로 {\displaystyle AB*AC=AD*AE}이다. | 삼각형 BAC가 이등변삼각형이 될 것이며, 원주각이 같게 되기 때문에 {\displaystyle \angle {BEA}=\angle {BCA}=\angle {ABC}} {\displaystyle \triangle {ABE}\sim \triangle {ADB}(AA)} 그러므로 길이비를 생각하면, {\displaystyle {\frac {AB}{AD}}={\frac {AE}{AB}}} 그리고 AB=AC이므로, {\displaystyle AB*AC=AD*AE}이다. | AE가 지름이고 AD와 BC가 수직이며 원주각이 같다. 따라서, {\displaystyle \angle {ABE}=90^{\circ }=\angle {ADC},\angle {BEA}=\angle {DCA}} {\displaystyle \triangle {ABE}\sim \triangle {ADC}(AA)} 따라서 길이비를 생각하면, {\displaystyle {\frac {AB}{AD}}={\frac {AE}{AC}}} 이므로 {\displaystyle AB*AC=AD*AE}이다. |